# Belalakatte, Honnali
Belalakatte là một làng thuộc tehsil Honnali, huyện Davanagere, bang Karnataka, Ấn Độ.